# Бозоки, Андраш
Андраш Бо́зоки (венг. Bozóki András; род. 23 января 1959, Будапешт) — венгерский государственный и политический деятель, политолог, социолог, журналист, профессор политологии, доктор социологических наук и юридических наук, президент Венгерской ассоциации политических наук. Член исполнительного совета Европейской политологии Network (EPSNET), в настоящее время — член исполнительного совета Европейской конфедерации ассоциаций политологии (ECPSA).

## Биография
В 1978 году поступил на юридический факультет Будапештского университета. С 1980 одновременно обучался на факультете социологии того же вуза. В 1983 году получил научную степень доктора наук в области права, а в 1985 году — доктора социологических наук.
С 1988 по 1992 год работал доцентом в университете.
Участвовал в создании департамента политических наук (Department of Political Science) Центрально-Европейского университета, где преподает с 1993 года по сегодняшний день.
В 1991—1993 — научный сотрудник Института политических исследований. Кроме Венгрии (1990 и 2001), проводил исследовательскую работу и участвовал в последипломной подготовке специалистов в Венском Институте социальных наук (1990—1991), Берлинском Wisschenschaftskolleg (1993—1994), Европейском институте в Брайтоне (Сассекс) (1999) и Флоренции (2000—2001).
В 1993 году читал лекции, в качестве приглашенного профессора в Ноттингемском университете, в 1999—2000 — колледже Смита (Smith College, Массачусетс), Hampshire College, Университете Болоньи в 2004, 2008 и 2009 годах, преподавал в Колумбийском  и Тюбингенском университетах и др.
Был научным сотрудником в Университете Калифорнии в Лос-Анджелесе (UCLA), в Нидерландском Институте перспективных исследований (NiAs) и в Институте гуманитарных наук (IWM) в Австрии.
Член Комитета политологии Венгерской академии наук, в 2011 году стал его председателем. В 1991 и 1998, и с 2006 по 2012 гг. — член правления венгерской ассоциации политических наук (председатель в 2003—2005). С 2002 по 2008 работал в качестве члена Бюро Европейской сети политических исследований.
В 2008 году избран членом исполкома Конфедерации европейской ассоциации политических наук. В 1991—1994 г. — член редколлегии журнала «Социологическое обозрение» (Szociológiai Szemle), один из основателей и главный редактор (до 2000 года) журнала «Политологическое обозрение» (Politikatudományi Szemle).

## Политическая деятельность
Принимал участие в оппозиционном движении конца 1980-х годов, приведшем к смене режима. В 1989 году участвовал в переговорах за круглым столом как один из представителей антикоммунистического, но ещё либерального Альянса молодых демократов (Фидес — Венгерский гражданский союз), в 1990 году был его пресс-секретарём. В 1993 году покинул партию.
В 2003—2004 годах был советником премьер-министра Венгрии Петра Медьеши (Венгерская социалистическая партия). В 2005—2006 годах — Министр культуры (культурного наследия) Венгрии в кабинете Ференца Дьюрчаня, затем был советником министра охраны окружающей среды. Участвовал в создании зелёной партии Политика может быть другой, но не вступил в неё.

## Научная деятельность
Основные направления научных исследований — демократизация, политические идеологии (особенно, анархизм, либерализм и популизм), центральноевропейская политика, общественный дискурс и роль интеллигенции.

## Избранные публикации
- Анархизм (в соавтор. 1991)
- Посткоммунистический переход: Новый плюрализм в Венгрии (в соавтор. 1992).
- С чистого листа. Фидес — венгерские политики (1992)
- Теория и история анархизма в Венгрии (в соавтор, 1994)
- Демократическая легитимность в посткоммунистических обществах (в соавтор, 1994)
- Противостояние и консенсус: стратегии демократизации (1995)
- Законы революции в Венгрии (в соавтор, 1995)
- Венгерский музей восковых фигур (1996)
- Венгерские политики: портретная галерея (в соавтор, 1998)
- Интеллектуалы и политика в Центральной Европе (1999)
- Сценарии перехода: круглые столы в 1989 году, I—IV. (главный редактор, 1999).
- Сценарии перехода: переговоры за круглым столом в 1989 году, V—VIII. (в соавтор, 2000).
- Переговоры 1989: Генезис венгерской демократии (2002)
- Коммунистические партии-преемницы Центральной и Восточной Европы (в соавтор, 2002)
- Политический плюрализм в Венгрии, 1987—2002 (2003)
- Анархизм в Венгрии: теория, история, анализ (в соавтор, 2006)
- Ars Politica (2007)
- Так держать, Венгрия? (в соавтор, 2008)
- Разнообразие и Европейская публичная сфера: Дело о Венгрии (в соавтор, 2010)
- Виртуальная Республика (2012)